# Alfred Schütz

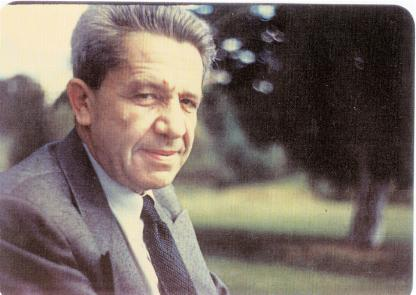
Alfred Schütz

Alfred Schütz, auch Alfred Schutz, (* 13. April 1899 in Wien, Österreich-Ungarn; † 20. Mai 1959 in New York City) war ein aus Österreich stammender Soziologe, der als Begründer der phänomenologischen Soziologie gilt und sich – ausgehend von Edmund Husserl, Henri Bergson und Max Weber – der Frage der Intersubjektivität widmete.

## Biographischer Hintergrund

### Beruflicher Werdegang
Am 13. April 1899 in Wien als Sohn jüdischer Eltern geboren, erwarb Alfred Schütz 1917 vorzeitig auf dem Wiener Esterhazy-Gymnasium sein Reifezeugnis („Notmatura“), meldete sich im März desselben Jahres freiwillig zum Dienst im Österreichisch-Ungarischen Heer und wurde mehrfach ausgezeichnet.
Nach dem Ende des Ersten Weltkriegs nahm Schütz ein Studium der Rechtswissenschaften, Ökonomie und Philosophie an der Universität Wien auf, schloss 1921 die staatswissenschaftlichen und juristischen Staatsprüfungen sowie Rigorosa ab und erwarb den akademischen Grad eines Doktors der Jurisprudenz. Von 1921 bis 1925 war er Sekretär des Österreichischen Bankenverbands und arbeitete seit 1924 als Rechtsberater des Wiener Bankhauses Kompaß Allgemeine Kredit- und Garantiebank. Ab 1929 war Schütz als Prokurist für die Wiener Privatbank Reitler & Co. tätig. Nachdem die Bank 1938 durch die Nationalsozialisten übernommen und Schütz entlassen worden war, ging dieser nach Frankreich ins Exil. Dort arbeitete er als Rechtsberater für die Pariser Bank R. Gaston-Dreyfus & Co. und verhalf anderen Juden zur Flucht aus dem Großdeutschen Reich.
Beim deutschen Einmarsch in Österreich war Schütz auf einer Geschäftsreise in Paris. Er wollte zu seiner Familie zurückreisen, doch sein Freund und geschätzter Kollege Aaron Gurwitsch überredete ihn dazu, in Paris zu bleiben. Schütz’ Frau Ilse löste den Haushalt in Wien auf und beantragte die Auswanderung.
Die Zerschlagung der Tschechoslowakei veranlasste Schütz dazu, seine Emigration in die USA in die Wege zu leiten. Gemeinsam mit seiner Familie übersiedelte er am 14. Juli 1939, kurz vor Ausbruch des Zweiten Weltkriegs an Bord der „New Amsterdam“ nach New York (USA). Dort schloss er sich Emil Reitler (1886–1949), dem ehemaligen Besitzer der Bank Reitler & Co., und seinen Wiener Berufskollegen Robert Lambert und Paul Jeral an. Gemeinsam berieten sie ehemalige Kunden von Reitler & Co. in Finanzfragen. Nach dem Krieg reiste Schütz wiederholt nach Europa, um alte Geschäftskontakte wiederzubeleben.
Neben seiner Arbeit als Finanzberater widmete sich Alfred Schütz in seiner Freizeit der Soziologie. 1956 erhielt er eine Anstellung als Full Professor of Sociology and Social Psychology an der New School for Social Research in New York und konnte es sich erstmals finanziell erlauben, sich voll seiner wissenschaftlichen Tätigkeit zu widmen.

### Wissenschaftlicher Werdegang
Schütz’ Denken war u. a. von der „Österreichischen Schule der Nationalökonomie“ geprägt, die Ende des 19. Jahrhunderts von Carl Menger gegründet worden war. Die Menger-Schüler Friedrich von Wieser und Ludwig von Mises waren Lehrer Schützens in Wien, ebenso der Rechtsphilosoph Hans Kelsen und der dem Wiener Kreis nahestehende Felix Kaufmann. Auch seine Freunde Fritz Machlup und Erich Vögelin beeinflussten Schütz; Vögelin regte ihn an zur Lektüre von Henri Bergson, einem Vertreter der Lebensphilosophie des 19. Jahrhunderts, und Edmund Husserl, dem Begründer der Phänomenologie. 1932 erschien Schütz’ erste und zu Lebzeiten einzige Monographie Der sinnhafte Aufbau der sozialen Welt. Eine Einleitung in die verstehende Soziologie (1932), die die Sozialwissenschaften nachhaltig beeinflusste. Durch die Freundschaft mit Aron Gurwitsch, einem aus Litauen stammenden Philosophen, den Schütz in Paris kennengelernt hatte, intensivierte sich seine Beschäftigung mit Husserls Phänomenologie.
Der Ansatz der Phänomenologie bei Husserl besteht darin, zu analysieren, wie Gegenstände als Phänomene („Erscheinungen“) vom Bewusstsein wahrgenommen werden, da sie nur als solche überhaupt wahrgenommen werden können. Husserl hatte den Versuch unternommen, neuropsychologische Erkenntnisse auszuschließen, da der Sinn seiner Meinung nach keine naturalistische Zugangsweise verlange, sondern eine deskriptive und nach allgemeinen Strukturen fragende Untersuchung des Bewusstseins. Damit der wahre Wesensgehalt einer Sache erkannt werden könne, müssten wir eine (phänomenologische) Reduktion vornehmen, die uns einen neutralen Blick auf die Dinge des Lebens erlaube. Auch war für Husserl das Denken selbst nicht existent, da wir stets nur von etwas „denken“ könnten.
Schütz knüpfte an die Phänomenologie Husserls und dessen Vorstellung der „Lebenswelt“ als intersubjektiv sinnvoller Welt an. Vor diesem Hintergrund fragte er nach den Prozessen der sozialen Konstitution von Sinn. In Der sinnhafte Aufbau der sozialen Welt versuchte Schütz die „Verstehende Soziologie“ Max Webers phänomenologisch zu fundieren. Ausgehend von Husserls Philosophie der Lebenswelt konzipierte Schütz eine Soziologie des Alltags und der damit verbundenen Arbeit.
Im amerikanischen Exil fand Schütz nur schwer Anschluss an die wissenschaftliche Gemeinschaft, die zu dieser Zeit von Talcott Parsons und dessen Strukturfunktionalismus dominiert war. Der Austausch zwischen Schütz und Parsons, den ihr Briefwechsel dokumentiert, scheiterte schließlich. Schütz fand auf andere Weise Zugang zur amerikanischen Sozialwissenschaft: Einerseits wurde er Vorstandsmitglied der International Society of Phenomenology und 1941 Mitherausgeber der von Marvin Farber gegründeten Zeitschrift Philosophy and Phenomenological Research, andererseits begann er 1943 an der New School for Social Research in New York zu lehren. Diese Hochschule hatte sich zum Ziel gesetzt, aus Europa in die USA emigrierte Sozialwissenschaftler zu unterstützen. Von 1952 bis 1956 war Schütz an der New School Chairman of the philosophy department und wurde 1956 dort schließlich zum Full Professor of Sociology and Social Psychology berufen. Er starb aber bereits drei Jahre später, 1959. Sein geplantes und bereits begonnenes Hauptwerk Strukturen der Lebenswelt wurde postum von seinem Schüler Thomas Luckmann vollendet. Ebenso erschien ein Großteil seiner Artikel erst postum, gesammelt in Collected Papers I–III (1962, 1964, 1966), (deutsch: Gesammelte Schriften I–III, 1971).
Im Folgenden soll die theoretische Position dargestellt werden, die Schütz in Der sinnhafte Aufbau der sozialen Welt (1932), in Reflections on the Problem of Relevance (1970) (deutsch: Das Problem der Relevanz 1971) und in den Aufsätzen entwickelt hat, die sich in den Collected Papers I–III (1962, 1964, 1966) bzw. Gesammelten Aufsätzen I–III (1971) finden.

## Die phänomenologische Begründung der Soziologie
In seiner Bemühung, eine philosophische Grundlegung der Sozialwissenschaften und dabei insbesondere der Soziologie zu erarbeiten, folgt Alfred Schütz dem Vorhaben Max Webers, Soziologie als strenge Wissenschaft auf handlungstheoretischer Basis zu begründen. Schütz kritisiert dabei an Weber, dass dieser zwar die Werkzeuge zum Verstehen des sozialen Sinns von Handlungen geschaffen hat, eine philosophische Begründung des Sinnverstehens aber unterlässt. Für Weber besteht soziales Handeln in der Verknüpfung von Verhalten und subjektivem Sinn. In seiner „Verstehenden Soziologie“ geht es vor allem darum, zu klären, wie ein wissenschaftlicher Beobachter den subjektiven Sinn, den ein Akteur mit seinem Handeln verbindet, erfassen kann. Er bestreitet dabei, dass dieser Sinn dem Akteur selbst unverfälschter oder zuverlässiger zugänglich ist als dem wissenschaftlichen Beobachter. Schütz setzt hingegen beim Handelnden selbst an und fragt nach der Konstitution subjektiven Sinns, d. h. wie der Akteur selbst Sinn erzeugt und erfährt. Dem wissenschaftlichen Beobachter ist der subjektive Sinn einer Handlung, wie ihn der Handelnde selbst erfährt, nicht zugänglich und sein Verständnis kann nie identisch mit dem des Akteurs sein.
Dieses Problem des Fremdverstehens betrifft nicht nur das Verhältnis zwischen Wissenschaftler und handelndem Subjekt. Wenn der Sinn einer Handlung nämlich nur demjenigen verständlich ist, der sie ausführt, nicht aber dem jeweils „Anderen“, stellt sich die Frage, wie unsere alltägliche Kommunikation als funktionierend empfunden werden kann. Wie ist gesellschaftliches Zusammenleben möglich, ohne den subjektiven Sinn zu kennen, den Andere mit ihren Handlungen verbinden? Schütz zufolge greifen Akteure im Alltag auf bestimmte Methoden zurück, die es ihnen ermöglichen, von einem intersubjektiv geteilten Sinn auszugehen. Er untersucht die Bedingungen und Prinzipien, die diese Erzeugung von intersubjektivem Sinn leiten.

### Soziale Handlung, Sinn und Subjektivität
Vorerst geht die Analyse Schütz’ aber vom Ego, dem Erleben des einsamen Ichs aus. Bergson folgend, ergibt sich für Schütz sinnhaftes Handeln erst in der Reflexion des Ichs auf bereits vergangene Erlebnisse. Während des Vollzugs einer Handlung, also während des Handelns selbst, kann ihr vom Akteur kein Sinn beigelegt werden. Erst durch den Rückgriff auf den Entwurf oder Plan, der zu der Handlung führte, kann diese einen subjektiven Sinn entfalten. „Nur das Erlebte ist sinnvoll, nicht aber das Erleben“ (Der sinnhafte Aufbau der sozialen Welt: S. 49). Schütz unterscheidet strikt zwischen dem Handeln als Tätigkeit (lateinisch actio) und der Handlung als gedanklichen Entwurf (actum), wobei das Handeln das Sinnhafte in der Handlung (im „Handlungsentwurf“) findet. Diese Trennung zwischen Handeln und Handlung hebt Schütz’ Zugangsweise von der Webers ab, an dieser kritisiert Schütz:
„Weber macht zwischen Handeln als Ablauf und vollzogener Handlung, zwischen dem Sinn des Erzeugens und dem Sinn des Erzeugnisses, zwischen dem Sinn eigenen und fremden Handelns, bzw. eigener und fremder Erlebnisse, zwischen Selbstverstehen und Fremdverstehen keinen Unterschied. Er fragt nicht nach der besonderen Konstitutionsweise des Sinnes für den Handelnden, nicht nach den Modifikationen, die dieser Sinn für den Partner in der Sozialwelt oder für den außenstehenden Beobachter erfährt, nicht nach dem eigenartigen Fundierungszusammenhang zwischen Eigenpsychischem und Fremdpsychischem, dessen Aufklärung für eine präzise Erfassung des Phänomens ‚Fremdverstehen‘ unerläßlich ist“ (Der sinnhafte Aufbau der sozialen Welt: S. 5).
In der Auseinandersetzung mit Webers Sinnbegriff stellt Schütz fünf Sinnschichten dar. Auf der Ebene der ersten Schicht ist Sinn unabhängig von einem konkreten Anderen, er wird vielmehr Dingen der Umwelt zugeschrieben (z. B. eine Tür lässt sich öffnen). Der zweite Sinnbegriff richtet sich auf die Existenz eines Anderen (z. B. weil jemand klopft, öffne ich die Tür), während der dritte schon das Verhalten des Anderen antizipiert (ich öffne die Tür und grüße). In der vierten Sinnschicht kommt es zu einer wechselseitigen Verhaltensorientierung, in der sich die Handlungen des Akteurs an dem erwarteten Verhalten des Anderen orientieren (ich überlege, ob ich ihn empfangen soll oder nicht). Aus diesen vier Schichten ergibt sich ein konstitutiver Sinnzusammenhang für den Handelnden selbst, d. h. für sein eigenes Verständnis der Handlung. Davon unterscheidet Schütz aber die fünfte Sinnstufe, die der Sinndeutung durch Andere. Die Aufgabe der Soziologen als möglicher „Anderer“ ist es, diese vierschichtige Sinnkonstitution des Handelnden zu verstehen.
Zusammenfassend lässt sich Schütz’ Ansatz als eine Theorie der sozialen Handlung, nicht des sozialen Handelns bezeichnen. Über die Beschränkung auf abgeschlossene Handlungen hinaus, geht Schütz auch nur auf jene Bewusstseinserlebnisse ein, die auf ein alter ego (d. h. anderes Ich) bezogen sind, womit er den Anderen als ein Bewusstsein habendes Wesen meint, nicht nur den bloßen Leib. Ein wesentliches Element der Handlung, zu dessen Berücksichtigung Schütz durch die Theorien William James angeregt wurde, stellt der Wille zu ihrer Ausführung, der Entschluss, den Handlungsentwurf umzusetzen, dar.
Die Differenz zwischen den Perspektiven von ego und alter ist von grundlegender Bedeutung für Schütz und wird auch an seinem Konzept des Motivs deutlich. In seiner Konstitutionsanalyse, in der er nicht die Dinge analysiert, also das Soziale an sich, sondern wie diese auf uns wirken und wie sie von uns wahrgenommen werden, trifft er die Unterscheidung zwischen „Um-zu“-Motiven und „Weil“-Motiven. Dabei bilden erstere den Handlungsentwurf, der auf die zukünftige Realisierung der Handlung gerichtet ist, während letztere die (in der biographischen Vergangenheit des Handelnden liegenden) Gründe für dessen Entstehung angeben. Beispiel für ein „Um-zu“-Motiv: Der Täter beging den Überfall, um an das Geld des Opfers zu kommen. Zuerst findet der Handlungsentwurf statt, danach erfolgt das eigentliche Handeln – hier wird beschrieben, wie es zum Handeln kommt. Beispiel für ein „Weil“-Motiv: Der Täter beging den Überfall, weil er aus schlechten Verhältnissen stammte. In diesem Motiv wird dargestellt, wie es zum Handlungsentwurf kommt.
Diese Vorgehensweise ermöglicht eine personale (subjektive) Idealtypus-Konstruktion, die durch den Vergleich mit alltäglichen sozialweltlichen Situationselementen das Verstehen von Handeln ermöglicht (und sei es durch Post-hoc-Erklärungen). Der hier erwähnte Idealtypus ist als Messeinheit zu sehen, nicht aber als ein Wert, den es anzustreben gilt. Bei der Frage nach dem Motiv einer Handlung ist die Perspektive maßgeblich: Das Um-zu-Motiv stellt den Sinn der Handlung dar, wie er vom Handelnden selbst unmittelbar verstanden wird. Der Beobachter muss danach fragen, was der Akteur beabsichtigt, welchen Sinn er selbst seiner Handlung gibt, um das Um-zu-Motiv zu erschließen. Bezüglich des Weil-Motivs befinden sich Beobachter und Handelnder in einer ähnlichen Situation. Da die Hintergründe für die Entstehung des Handlungsentwurfs in der Vergangenheit liegen und mit der Handlung nicht unmittelbar zu tun haben, muss sich auch der Handelnde zu sich selbst als Beobachter verhalten, um seine Weil-Motive zu erforschen. Er hat keinen privilegierten Zugang zu ihnen.

### Lebenswelt und Soziologie des Alltags
Der von Husserl stammende Begriff der Lebenswelt, die Schütz als „Gesamtzusammenhang der Lebenssphäre“ (Gesammelte Aufsätze I: S. 284) begreift, meint die intersubjektiv sinnhafte Welt, an der Menschen durch ihre alltäglichen Handlungen, durch ihre natürliche (d. h. vorwissenschaftliche) Erfahrung teilhaben. In den frühen 1940er Jahren vollzieht sich im Werk Schütz’ eine Wende zur Soziologie des Alltags, die auf ebendieser lebensweltlichen Fassung beruht. Grund für Schütz’ Distanzierung von der phänomenologischen Reduktion und für seine Hinwendung zu Phänomenen der Lebenswelt und zu der mundanen Intersubjektivität, ist seine Enttäuschung über Husserls Fünfte Cartesianische Meditation. In ihr findet Schütz nicht die erhoffte Lösung des Intersubjektivitätsproblems; seiner Meinung nach gelingt es Husserl nicht, „die Intersubjektivität alles Erkennens und Denkens transzendental abzuleiten“, wie es Schütz noch im sinnhaften Aufbau erwartet hatte (Der sinnhafte Aufbau der sozialen Welt: S. 30). Er wendet sich stattdessen im Zusammenhang mit der Möglichkeit von Intersubjektivität Max Scheler zu. Dessen Annahme, dass die Erfahrung der Gemeinschaft, des Wir, jeder Erfahrung vom Ich vorausgeht und diese fundiert, belegt für Schütz die Wichtigkeit der alltagsweltlichen Phänomene. Der Sozialität als lebensweltlichem Sachverhalt, nicht als phänomenologisch-transzendentalem, gilt folglich Schütz’ Interesse. Die Soziologie habe sich als eine Soziologie des Alltags der Erforschung der mundanen Intersubjektivität zu widmen, insbesondere solle sie die „invarianten eigenwesentlichen Strukturen[…] einer Gemeinschaft“ (Gesammelte Aufsätze I: S. 138) untersuchen. Dieses Ziel Schütz’ drückt sich auch im Titel seines von Thomas Luckmann fertiggestellten Hauptwerkes Strukturen der Lebenswelt aus.
Geprägt ist die Struktur der Lebenswelt durch die „natürliche Einstellung“, die dem Menschen die Existenz seiner alltäglichen Welt, die Erfahrungen, die er in ihr macht, und die Bedeutungen, die die Dinge in ihr haben, natürlich und unhinterfragbar erscheinen lassen. Als Ganzes kann diese Lebenswelt nicht in Zweifel gezogen werden, höchstens einzelne Aspekte sind hinterfragbar. Der Mensch orientiert sich in ihr, indem er pragmatischen Maximen folgt und Handlungsroutinen etabliert. Ihre Stabilität bezieht die Lebenswelt folglich auch aus der Zuversicht des Handelnden, dass sich Erlebnisse und Situationen gleichförmig gestalten und er selbst, auf seine Erfahrungen aufbauend, auch in Zukunft bestimmte Fähigkeiten einsetzen und Handlungen ausführen kann, die sich schon in der Vergangenheit bewährt haben.
Die Lebenswelt ist immer schon eine soziale Welt, die dem Einzelnen vorausgeht und von früheren Generationen erfahren und interpretiert wurde. In dem Sinne, dass sie mit anderen Menschen geteilt und gemeinsam gedeutet und kommuniziert wird, ist sie eine intersubjektive Welt und alles Wissen von und in ihr ist intersubjektiv. Der Wissensvorrat, auf den ein Mensch zurückgreift ist nur zu einem sehr geringen Teil persönlicher Natur; ein Großteil des Wissens ist sozial abgeleitet, indem es gesellschaftlich entwickelt und weitergegeben wird. Wissen ist in der Auffassung Schütz die Summe aller Fertigkeiten, Erwartungen und Überzeugungen, aller Wahrnehmungsmuster und Handlungsrezepte, unabhängig ob sie im wissenschaftlichen Sinne als wahr gelten würden, sofern sie von einer gesellschaftlichen Gruppe als Wissen angesehen werden.
In seinem Aufsatz On Multiple Realities (1945), von William James deutlich beeinflusst, manifestiert sich Schütz’ Interesse an der Lebenswelt und deren Sinnzusammenhang, der sich in alltäglichen Sozialbeziehungen herausbildet, als eine Untersuchung von Merkmalen wie Bewusstseinsspannung und Aufmerksamkeitsstruktur, Relevanzsystem und kognitiven Stil. Er entwickelt die Theorie, dass es innerhalb der menschlichen Erfahrung vielfältige Sinnprovinzen (wie z. B. die Alltagswelt, die Welt des Traumes, des Spiels, der Arbeit, Wissenschaft, Religion, Kunst usw.) gibt, an denen der Mensch teilhaben kann. Eine herausragende Stellung nimmt dabei die Welt des Alltags ein, die als „paramount reality“ den „Archetyp unserer Erfahrung der Wirklichkeit“ darstellt (Gesammelte Aufsätze I: S. 267). Diese privilegierte Position der Alltagswelt und des alltäglichen Wissens beeinflusst auch Schütz’ Konzeption der Beziehung zwischen Wissenschaft und Alltag. Die Welt des Alltags unterscheidet sich von anderen Sinnprovinzen durch den spezifischen kognitiven Stil, wie die Wirklichkeit erlebt wird. Beispielsweise hebt sich das Erleben im Alltag bezüglich der Bewusstseinsspannung durch den Zustand der Wachheit, durch die völlige Aufmerksamkeit auf die Wirklichkeit von der Welt des Traumes ab, in der keinerlei Interesse an der Realität besteht. Des Weiteren zeichnet sich die Welt des Alltags dadurch aus, dass an ihr nicht gezweifelt wird und sich die Menschen in ihr als Handelnde erfahren, während der Träumer weder handelt noch auf äußere Sachverhalte einwirken kann. Ein wesentliches Merkmal der Alltagswelt ist ihre Sozialität; alltägliche Erfahrung ist grundlegend auf Kommunikation und soziales Handeln ausgerichtet. Und schließlich stellen auch die spezifische Selbsterfahrung und Zeitperspektive Merkmale dar, die die Welt des Alltags von anderen Sinnbereichen und Formen der Welterfahrung unterscheidet. In The Stranger: An Essay in Social Psychology (1944) und The Homecomer (1945) beschäftigt sich Schütz eingehender mit den Problemen, vor allem mit der Infragestellung der Identität des Menschen, die der Übergang von einer Sinnprovinz in eine andere nach sich ziehen kann.
Wie die Struktur unserer Erfahrung von der jeweiligen Sinnprovinz abhängt, ist auch die alltägliche Sozialwelt nach der Art unterteilbar, in der das Handeln der Anderen dem Akteur zugänglich ist. Schütz unterscheidet zwischen sozialer Umwelt, Mitwelt und Vorwelt und beschreibt die verschiedenen Ausprägungen, die das Problem intersubjektiven Verstehens in den jeweiligen sozialen Sphären annimmt. Face-to-face-Interaktionen vollziehen sich in der sozialen Umwelt; diese zeichnet sich folglich durch die unmittelbare Präsenz alters für das ego an einem gemeinsamen Ort aus und ermöglicht eine direkte reziproke Reaktion auf Gesagtes und soziale Handlungen. Das Gelingen intersubjektiven Verstehens ist bei dieser Art des sozialen Kontaktes am wahrscheinlichsten, da sich die Interaktionspartner wechselseitig versichern können, ob ihre Deutungsschemata, ihre Sichtweisen der „Welt“ übereinstimmen und die Möglichkeit der kommunikativen Rückkopplung gegeben ist. Die soziale Mitwelt grenzt an den engen Kern der Umwelt und stellt alle Akteure dar, die für das ego prinzipiell erreichbar sind, weil sie zur gleichen Zeit leben, sich aber nicht am gleichen Ort aufhalten. Wissen über den Anderen, seine Motive und Sinnzusammenhänge kann nicht unmittelbar erworben werden. Ego muss sich an typisierten Erwartungen und Motiven orientieren, die oft starken sozialen Standardisierungen und Normierungen unterworfen sind (z. B. formale Anreden in Briefen an Unbekannte). Die soziale Vorwelt ist weder unmittelbar noch mittelbar für den Akteur zu erreichen, da sie nicht seiner Gegenwart angehören. Er kann keinerlei Kontakt aufnehmen und ist auf eine einseitige Interpretation angewiesen. Dementsprechend gering ist die Wahrscheinlichkeit intersubjektiven Verstehens.

### Typik und Relevanz
Die Hindernisse, die intersubjektivem Verstehen, zumindest einem vollständigen Verstehen, entgegenstehen, differieren abhängig von der sozialen Sphäre. Wie ist Fremdverstehen dann aber überhaupt denkbar? Schütz’ Generalthese der Existenz des alter ego darf als grundlegende Voraussetzung dafür gelten, denn nur wenn davon ausgegangen wird, dass der Andere wirklich und prinzipiell gleichartig ist, besteht die Möglichkeit zu Intersubjektivität. Der spezifische Sinn, den der Andere als ein in gleicher Weise bewusstes, denkendes und erinnerndes Wesen seinen Handlungen zugrunde legt, ist erschließbar, indem das Ich die eigenen Bewusstseinsleistungen und Sinnkonstitutionen untersucht. Um die Sichtweise alters einzunehmen, muss ego also von der Annahme ausgehen, dass auch der Andere Interpretationsschemata verwendet, Handlungsmotive verfolgt und strukturidentische Gedankenströme besitzt, wenngleich diese von denen egos in ihrer spezifischen Ausgestaltung abweichen. Neben dem Vertrauen darauf, dass der Andere auf ähnliche Weise Wissen über die Welt generiert, ist das Handeln im Alltag im Weiteren von der zumeist unbewussten Annahme geleitet, dass die Verschiedenartigkeit unseres Wissens über die Welt darauf beruht, dass der Andere aufgrund seiner biographischen Situation und seiner Position im Raum eine Perspektive einnimmt, die sich von der egos unterscheidet. Auch wenn sich die Differenz der Perspektiven nie vollständig aufheben lässt, kann sie doch für spezifische Interaktionssituationen neutralisiert werden. Dazu bedient sich der Mensch laut Schütz der Generalthese der Reziprozität der Perspektiven, die auf zwei Idealisierungen beruht, nämlich der Idealisierung der Austauschbarkeit der Standpunkte und der Idealisierung der Übereinstimmung der Relevanzsysteme.
Auf der Idealisierung der Austauschbarkeit der Standpunkte gründet sich die Sicherheit, dass ich das gleiche wahrnehmen würde wie mein Gegenüber, wäre ich an seiner Stelle und dass ich die Dinge in gleicher Perspektive, Distanz und Reichweite erfahren würde wie er. Darüber hinaus erwarte ich von ihm, dass er die gleiche Idealisierung vollzieht. Die Idealisierung der Übereinstimmung der Relevanzsysteme leugnet nicht, dass ich abhängig von meiner biographisch bestimmten Situation spezifische Interessen und Ziele habe und potentiell andere Dinge als relevant empfinde als mein Gesprächspartner, sie besagt vielmehr, dass beim Versuch einer Verständigung diese Unterschiede der Relevanzsysteme unbeachtet bleiben können. Für den momentanen Zweck, den der Andere und ich verfolgen, sind sie irrelevant. Vollziehen die Gesprächspartner diese Idealisierung wechselseitig ergibt sich im Alltag zumeist zwar keine vollständige – weil diese unmöglich ist –, aber eine für die Kommunikation ausreichende Übereinstimmung der Relevanzsysteme.
Um Schütz’ Herangehensweise an die Lösung des Intersubjektivitätsproblems nachzuvollziehen, ist es nötig, die Begriffe Typik und Relevanz zu erläutern. Unter Typik versteht Schütz jenes Phänomen der Alltagswelt, das uns Personen (und Gegenstände) nur in sehr spezifischen Situationen als konkret und einzigartig erfahren lässt, in den meisten Fällen greifen wir hingegen auf ein Verständnis anderer Akteure als typische Vertreter einer sozialen Rolle zurück. Aufgrund der sprachlichen Vermittlung einer Welt bereits etablierter Typisierungen, in die wir hineingeboren werden, lernen wir Hunde, Freunde usw. stets schon als typische Hunde, typische Freunde usw. kennen. Typisierungen blenden also das Besondere einer Person (oder eines Gegenstandes), die Vielfalt ihrer Persönlichkeit aus, indem sie auf Vorerfahrungen verweisen. Durch diese Abstraktion erleichtern sie uns Verständigungsprozesse. Wir müssen in Interaktionen nicht „von Null“ anfangen, sondern können uns darauf verlassen, dass die typisierte Wahrnehmung des Anderen und das Unterstellen typischer Motive und Sinnstrukturen ausreicht, um vor dem praktischen Hintergrund der Situation eine Verständigung zu erzielen. In diesem Sinne sind sowohl ego wie alter Träger sozialer Rollen, die sich als Bündel typischer Motive und Handlungsmuster darstellen. Typisierungen werden dabei wechselseitig von den Gesprächspartnern verwendet und antizipiert.
„Konstruiere ich den anderen als nur partielles Selbst, als Darsteller typischer Rollen oder Funktionen, so findet dies eine Entsprechung im Prozeß der Selbsttypisierung, der einsetzt, sobald ich mit dem Anderen in soziale Wirkensbeziehungen eintrete. Ich nehme an einer solchen Beziehung auch nicht als ganze Persönlichkeit, sondern nur mit bestimmten Persönlichkeitsschichten teil. Indem ich die Rolle des Anderen definiere, nehme ich selbst eine Rolle an“ (Gesammelte Aufsätze I: S. 21). Um das mit einem Beispiel zu illustrieren: Betrete ich einen Supermarkt und frage dort einen Angestellten, in welchem Regal französischer Rotwein zu finden ist, lege ich nicht nur seine Rolle als typischer Supermarkt-Angestellter fest, der mir die gewünschte Auskunft – mehr oder weniger freundlich – erteilen wird, sondern auch meine als typischer Käufer. Für das Gelingen der Kommunikation spielt es weder eine Rolle, warum ich französischen Rotwein und nicht Weißwein kaufen will und warum gerade in diesem Supermarkt, noch warum er für diesen Supermarkt arbeitet o. ä.
Obwohl die alltäglichen Typisierungen auf einem persönlichen, wenn auch gesellschaftlich beeinflussten Relevanzsystem beruhen, wird ihm selbst kaum Beachtung geschenkt. Relevanz ist vor allem dann feststellbar, wenn alltägliche Typisierungen zu einem Problem werden. In seinem Aufsatz Strukturen der Lebenswelt (Gesammelte Aufsätze III: S. 153) umreißt Schütz sein Forschungsinteresse hinsichtlich des Problems der Relevanz anhand dreier Fragen: „Wie kommt es überhaupt zur Stellung eines Problems, nämlich dazu, daß uns das fraglich gewordene auch des Fragens würdig erscheint? Was ist für die Lösung eines Problems relevant? Wann erscheint es uns als für unsere Zwecke ‚hinreichend‘ gelöst, so daß wir weitere Untersuchungen abbrechen?“
Schütz unterscheidet drei Problemdimensionen. Die thematische Relevanz ist als Aufmerksamkeit oder Interesse für einen bestimmten Ausschnitt der Wirklichkeit gekennzeichnet; dieser Gegenstand wird für mich zum Thema. Vor dem Hintergrund meiner typischen Erfahrungen kann das Problem Auslegungs- oder Interpretationsrelevanz erfahren, wenn ich nämlich aus dem mir zur Verfügung stehenden Wissensvorrat bestimmte Typisierungen und Interpretationsschemata zur Lösung des Problems auswähle. Von motivationaler Relevanz spricht Schütz schließlich, wenn die Handlungsentwürfe, in Bezug auf die Um-zu- und Weil-Motiven problematisiert werden. Soziales Handeln im Alltag ist in den Relevanzstrukturen begründet. Da es durch wechselseitige Motivverkettung zu intersubjektiven Verstehen führen soll, ist soziales Handeln laut Schütz im Wesentlichen als Problemlösungssituation einer Face-to-face-Interaktion gekennzeichnet. Aus solchen konkreten „Wir-Beziehungen“ leitet sich jede Typik ab.
Die fundamentale Erfahrung des „Wir“ in der Unmittelbarkeit einer Face-to-face-Interaktion begründet die Fähigkeit zu intersubjektiven Verstehen. Da sich jede Typik aus einer konkreten „Wir-Beziehung“ ableitet, ist das auch für das typische Verstehen der Fall. Diese Typik bestimmt das mittelbare Erleben von mitweltlichen, d. h. abwesenden Anderen. Aber auch die Unmittelbarkeit einer umweltlichen Beziehung weist einen Bezug zu anderen Alltagswelten, zur Mitwelt und Vorwelt auf; und dieser Bezug hat eine Typik, er verweist auf Akte eines mittelbaren Erlebens, und damit auf Abgeleitetes, Appräsentes (d. h. nicht wahrgenommenes „Mitbewusstes“, das assoziativ mit einem präsenten Gegenstand o. Ä. verbunden ist, z. B. appräsentiert der Leib alters seine Innerlichkeit, die für ego nicht unmittelbar gegeben ist). Indem Schütz auch in der unmittelbaren Präsenz, die die „Wir-Beziehung“ kennzeichnet, eine Verbindung zu den appräsenten Momenten anderer Sinnprovinzen feststellt, schafft er eine Theorie situativer Transzendenz. Der Alltag, konkrete Interaktionssituationen und umweltliche Beziehungen werden durch die Typik transzendiert und mit sozial, historisch, mythisch oder wissenschaftlich Appräsenten in Beziehung gesetzt.

### Wissenschaft und Alltagswelt
Aus den bisherigen Ausführungen ist hervorgegangen, dass Schütz Wissenschaft als eine Sinnprovinz auffasst, die keineswegs über die des alltäglichen Lebens zu stellen ist. Diese Einordnung der Wissenschaft als einen Sinnbereich unter vielen, von denen nur die Alltagswelt der Beschreibung als „paramount reality“, als ausgezeichnete Wirklichkeit gerecht wird, stellt eine besondere Leistung des Schütz’schen Werkes dar. Hinsichtlich wissenschaftlicher Theorien trennt er strikt zwischen ihrem Entstehungs- und ihrem Verwendungszusammenhang und sieht ihren Zweck nicht in einem konkreten Verwertungsinteresse. „Die Bildung wissenschaftlicher Theorie […] dient keinem praktischen Zweck. Ihr Ziel ist es nicht, die Welt zu beherrschen, sondern sie zu beobachten und sie nach Möglichkeit zu verstehen“ (Gesammelte Aufsätze I: S. 282). Für eine handlungsverstehende Soziologie gilt, die Prozesse der Sinnkonstitution und -interpretation der lebensweltlichen Akteure nachzuvollziehen. Damit unterscheiden sich die Sozialwissenschaften wesentlich von den Naturwissenschaften, deren Objektbereich keine bewusste Selbstdefinition und Deutung für sich beansprucht. „Das Beobachtungsfeld des Sozialwissenschaftlers, also die soziale Wirklichkeit, hat dagegen eine besondere Bedeutung und Relevanzstruktur für die in ihr lebenden, handelnden und denkenden menschlichen Wesen. Sie haben diese Welt, in der sie die Wirklichkeit ihres täglichen Lebens erfahren, in einer Folge von Konstruktionen des Alltagsverstandes bereits vorher ausgesucht und interpretiert“ (Gesammelte Aufsätze I: S. 68). Der Sozialwissenschaftler kann die Tatsache, dass Menschen ein Selbstverständnis ihrer subjektiv sinnhaften Handlungen entwickeln, nicht ignorieren, vielmehr muss er auf diesen Interpretationen und Konstruktionen aufbauen. „Daher sind die Konstruktionen der Sozialwissenschaften sozusagen Konstruktionen zweiten Grades, das heißt Konstruktionen von Konstruktionen jener Handelnden im Sozialfeld, deren Verhalten der Sozialwissenschaftler beobachten und erklären muß […]“ (Gesammelte Aufsätze I: S. 68).
Schütz betont damit den – in ihrer spezifischen Art der Welterfassung begründeten – konstruktiven Charakter der Sozialwissenschaften. Er formuliert Anforderungen, denen die Wissenschaft in ihrer Bemühung Wirklichkeit in modellhafter und idealtypischer Weise verstehend nachzuzeichnen, gerecht werden muss. Das Postulat der logischen Konsistenz fordert, dass die vom Wissenschaftler konstruierten Typisierungen und Idealtypen mit Grundsätzen der formalen Logik vereinbar sind und ihre Formulierung möglichst klar und deutlich ist. Das Postulat der Rationalität soll die potentielle Verifizierung wissenschaftlicher Annahmen und die Konstruktion eines validen Modells sozialer Wirklichkeit sicherstellen. Dem Postulat der subjektiven Auslegung entsprechend, müssen die wissenschaftlichen Idealtypen auf den subjektiven Sinn, den sie in der Lebenswelt entfalten, rückführbar sein. Und schließlich sollen die Begriffe, denen sich der Wissenschaftler bedient, dem Postulat der Adäquanz folgend, auch für den alltagsweltlichen Akteur selbst verstehbar und vernünftig sein.

## Bedeutung des Schütz’schen Werkes für die Sozialwissenschaften
Obwohl sich das Werk von Schütz für philosophisch orientiertes Arbeiten eignet, blieben doch Möglichkeiten für empirisch forschende Ansätze nur schwach ausgebildet. Das änderte sich erst mit Harold Garfinkels Ethnomethodologie, die das Schütz’sche Werk als theoretische Vorarbeit nutzt.
Dass es einige Zeit in Anspruch nahm, bis Schütz’ phänomenologischer Ansatz in den Sozialwissenschaften rezipiert wurde, mag vielerlei Gründe haben. Schließlich war er lange gezwungen, seiner theoretischen Arbeit nur in den Nächten und Urlauben, außerhalb seiner Tätigkeit als Bankier, nachzugehen. Als er fast vierzigjährig emigrieren musste, war sein auf Deutsch erschienenes Erstlingswerk Der sinnhafte Aufbau der sozialen Welt in den USA kaum bekannt. Dort wurde das akademische Leben einerseits von der Idee spezifisch empirischer Forschung, vertreten von Robert K. Merton und Paul Lazarsfeld (Columbia University), dominiert, andererseits hatte Talcott Parsons (Harvard University) Strukturfunktionalismus enormen Einfluss auf die amerikanische Soziologie. Die positivistisch-quantitative Forschungsweise des department of sociology der Columbia University unterschied sich stark von der humanistischen Orientierung der New School, an der Schütz lehrte, und setzte sich im wissenschaftlichen Klima der 1950er Jahre, das angewandter Soziologie den Vorzug gab, durch. Eine Annäherung der theoretischen Positionen Schütz’ und Parsons schlug fehl, wie ihr Briefwechsel dokumentiert. Darüber hinaus waren viele von Schütz’ Artikeln, oft in philosophischen Fachzeitschriften veröffentlicht, der Allgemeinheit nur schwer zugänglich.
So ist es kaum verwunderlich, dass Schütz zu Lebenszeiten in akademischen Kreisen kaum wahrgenommen wurde. Umso bedeutsamer war aber sein Einfluss auf Sozialwissenschaftler, die bei Schütz an der New School studierten. Maurice Natanson befasste sich vor dem Hintergrund der existentialistischen Tradition mit einer philosophischen Grundlegung der Rollentheorie, während sich Richard Zaner der Frage der Intersubjektivität und der Relevanz widmete. Schütz übte starken Einfluss auf den Soziologen Helmut Wagner aus, der die Richtung und Inhalte seiner Forschungstätigkeit über seine Schütz-Anhängerschaft definierte. Zwei andere Studenten Schütz’, die es zu großer Bekanntheit gebracht haben, sind Peter L. Berger und Thomas Luckmann. Vor allem in ihrem gemeinsamen Werk Die gesellschaftliche Konstruktion der Wirklichkeit führten sie die Gedanken ihres Lehrers weiter und trugen wesentlich zur Verbreitung von ihm angeregter Überlegungen bei. Sie brachten eine sozial-konstruktivistische, wissenssoziologische Theorie zur Entfaltung, die sich auf Schütz beruft, aber wesentlich über ihn hinausgeht. Über Berger und Luckmann fanden auf Schütz zurückgehende theoretische Annahmen auch Einzug in die Organisationstheorie, insbesondere in die Grundannahmen des Neoinstitutionalismus.
Die stärkste Modifikation haben Schütz’ Gedanken in ihrer Beeinflussung Harold Garfinkels erfahren, der als der Begründer der Ethnomethodologie gilt. In seinen frühen Untersuchungen benutzte Garfinkel Schütz’ theoretische Einsichten in der Absicht, Parsons Annahmen zur sozialen Ordnung empirisch zu überprüfen. Er kam schließlich zu der Ansicht, dass Parsons hinsichtlich einer gesellschaftlich geteilten Kultur und der Zweckrationalität als bestimmend für gelingende Interaktion irrt. Garfinkel wendete sich der Untersuchung der Methoden zu, die Alltagsakteure verwenden, um ihr Wissen und ihre Auffassungen zu kommunizieren. Rationalität, Sinn und gelingende Verständigung stellen als Ergebnis sozialen Handelns die Leistung von Akteuren dar. Wenn auch nicht davon gesprochen werden kann, dass Garfinkel an Schütz’ Gedanken und Arbeit anschließt und diese fortsetzt, so wären die Anfänge der Ethnomethodologie doch undenkbar ohne die theoretische und methodische Vorarbeit von Schütz.

## Schriften
Einzelausgaben
- Der sinnhafte Aufbau der sozialen Welt. Eine Einleitung in die verstehende Soziologie. Springer, Wien 1932.
- mit Thomas Luckmann: Strukturen der Lebenswelt (Soziologische Texte; Bd. 82). Luchterhand, Neuwied 1975, ISBN 3-472-72582-6.
- Gesammelte Aufsätze. Nijhoff, Den Haag, 1971–1972 (Aus dem Amerikanischen übersetzt und mit einem „Nachwort zur Übersetzung“ von Benita Luckmann und Richard Grathoff.)

1. Das Problem der sozialen Wirklichkeit. Mit einer Einführung von Aron Gurwitsch. 1971, ISBN 90-247-5116-0.
2. Studien zur soziologischen Theorie. Arvid Brodersen (Hrsg.). 1972, ISBN 90-247-1498-2.
3. Studien zur phänomenologischen Philosophie. Ilse Schütz (Hrsg.). 1971, ISBN 90-247-1169-X.

- Das Problem der Relevanz. Hrsg. und erläutert von Richard M. Zaner. Mit einer Einleitung von Thomas Luckmann. Suhrkamp, Frankfurt am Main 1982, ISBN 3-518-27971-8.
- Zur Theorie sozialen Handelns. Ein Briefwechsel („The theory of social action. The correspondence of Alfred Schutz and Talcott Parsons“). Suhrkamp, Frankfurt am Main 1977, ISBN 3-518-07802-X.
- Theorie der Lebensformen. Frühe Manuskripte aus der Bergson-Periode (stw; Bd. 350). Herausgegeben und eingeleitet von Ilja Srubar. Suhrkamp, Frankfurt am Main 1981, ISBN 3-518-07950-6.

Werkausgabe
- Richard Grathoff, Hans-Georg Soeffner und Ilja Srubar (Hrsg.): Alfred Schütz-Werkausgabe. UVK-Verlag, Konstanz 2003 ff.

Briefwechsel
- Alfred Schütz/Aaron Gurwitsch: Briefwechsel 1939–1959. Herausgegeben und eingeleitet von Richard Grathoff, Wilhelm Fink Verlag, München 1985, ISBN 978-3-7705-2260-6.
- Alfred Schütz/Eric Voegelin: Eine Freundschaft, die ein Leben ausgehalten hat: Briefwechsel 1938–1959. UVK Verlag, Konstanz 2004, ISBN 978-3-89669-699-1.

## Familie
Alfred Schütz war das einzige Kind seiner Eltern. Sein Vater (1869–1899), der ebenfalls Alfred Schütz hieß, stammte aus Wien und starb bereits vor der Geburt seines Sohns. Er hatte als Kassierer bei der Großbank Wiener Bankverein gearbeitet. Die Mutter, Johanna Hansi Schütz (1873–1955 geborene Fiala) stammte aus Böhmen. Johanna Schütz heiratete drei Jahre nach dem Tod ihres Mannes dessen Bruder, Otto Schütz (1874–1942). Dieser arbeitete als Prokurist bei der Wiener Privatbank Ephrussi & Co.
Im März 1926 heiratete Alfred Schütz Ilse Heim (1902–1990) und hatte mit ihr zwei Kinder:
- Eva Elisabeth (Evelyn) Schütz (später Schutz, 1933–2018),[7] verheiratete Lang
- Georg T. Schütz (später Schutz, 1938–2007).[7]

Ilse Heim hatte Kunstgeschichte an der Universität Wien studiert und dort auch ihren zukünftigen Ehemann Alfred Schütz kennengelernt. Nach der Heirat war sie dessen Sekretärin und nach seinem Tod 1959 Herausgeberin seiner Werke. Zudem betätigte sie sich künstlerisch als Malerin und Stickerin.